# Nițchidorf
Nițchidorf es una comuna ubicada en el distrito de Timiș, Rumania.

## Superficie
Posee una superficie de 64,13 kilómetros cuadrados.

## Demografía
Hasta 2021 la población era de 1483 habitantes, con una densidad de población de 23,12 habitantes por kilómetro cuadrado.